# ایستگاه میورنجی
ایستگاه میورنجی (به لاتین: Myōrenji Station) یک ایستگاه قطار در ژاپن است که در یوکوهاما واقع شده‌است.